# Oxygnostis
Oxygnostis é um gênero de traça pertencente à família Agonoxenidae.